# Calcantita
La calcantita (del grec jalkos, coure i anthos, flor) és un mineral de la classe dels sulfats amb un gran contingut en coure, descrit per primera vegada pel mineralogista alemany Wolfgang Franz von Kobell. Pertany i dona nom al grup de la calcantita.

## Característiques
La calcantita és un mineral hidrosoluble. És un pentahidrat de fórmula química Cu(SO₄)(H₂O)₄·H₂O. És el membre més comú d'un grup de sulfats hidratats similars anomenat grup de la calcantita. Cristal·litza en el sistema triclínic, tot i que acostuma a trobar-se recristal·litzat en forma de crostes degut a la seva hidrosolubilitat. Acostuma a trobar-se en hàbit típicament estalactític, en incrustacions, reniforme o massiu. La seva duresa és força baixa, 2,5 a l'escala de Mohs.
Segons la classificació de Nickel-Strunz, la calcantita pertany a «07.CB: Sulfats (selenats, etc.) sense anions addicionals, amb H₂O, amb cations de mida mitjana» juntament amb els següents minerals: dwornikita, gunningita, kieserita, poitevinita, szmikita, szomolnokita, cobaltkieserita, sanderita, bonattita, aplowita, boyleita, ilesita, rozenita, starkeyita, drobecita, cranswickita, jôkokuita, pentahidrita, sideròtil, bianchita, chvaleticeita, ferrohexahidrita, hexahidrita, moorhouseita, nickelhexahidrita, retgersita, bieberita, boothita, mal·lardita, melanterita, zincmelanterita, alpersita, epsomita, goslarita, morenosita, alunògen, meta-alunògen, aluminocoquimbita, coquimbita, paracoquimbita, rhomboclasa, kornelita, quenstedtita, lausenita, lishizhenita, römerita, ransomita, apjohnita, bilinita, dietrichita, halotriquita, pickeringita, redingtonita, wupatkiita i meridianiïta.
Molts exemplars de calcantita posats a la venda (per exemple a les subhastes en línia), generalment ben cristal·litzats, són creats artificialment.

## Formació i jaciments
Al tractar-se d'un mineral hidrosoluble, només es troba en llocs molt secs. Es presenta formant estalactites de fins a un metre de longitud en Bisbee, Arizona, Estats Units, i a Riotinto, Huelva. Altres jaciments d'interès són a Chuquicamata (Xile), i a Rupelo, Villaespasa i Campolara (Burgos); a Cerro Minado (Múrcia) ia Sant Feliu de Buixalleu, Girona. Atès que la calcantita es troba en dipòsits oxidats d'altres minerals de coure, es troba habitualment associada a altres minerals, com la calcita i la seva polimorfa, l'aragonita, tots dos CaCO₃, la brochantita, CU₄(SO₄)(OH)₆, la calcopirita, CuFeS₂, la mMalaquita, Cu₂(CO₃)(OH)₂ i la melanterita, FeSO₄·7H₂O.

## Varietats
La phillipita és l'única varietat que es coneix de la calcantita, i es tracta probablement d'una calcantita fèrrica impura, amb fórmula Cu₃Fe3+₂(SO₄)₆·40H₂O. Ha sigut trobada a la província de Santiago, Xile, i a Festa, Trento, Itàlia.